# Leucophenga ambigua
Leucophenga ambigua är en tvåvingeart som beskrevs av Kahl 1917. Leucophenga ambigua ingår i släktet Leucophenga och familjen daggflugor.
Artens utbredningsområde är Kamerun. Inga underarter finns listade i Catalogue of Life.